# Desa Pandansari (administrativ by i Indonesien, Jawa Timur, lat -8,13, long 111,99)
Desa Pandansari är en administrativ by i Indonesien.   Den ligger i provinsen Jawa Timur, i den västra delen av landet, 600 km öster om huvudstaden Jakarta.